# Rhagastis velata
Rhagastis velata là một loài bướm đêm thuộc họ Sphingidae. Nó được tìm thấy ở Nepal, đông bắc Ấn Độ, Thái Lan, miền trung và miền nam Trung Quốc và Đài Loan.
Sải cánh dài 66–74 mm. 
Ấu trùng được ghi nhận ăn các loài Arisaema và Amorphophallus ở Ấn Độ.